# Otto Mallmann
Otto Mallmann (* 2. September 1945 in München) ist ein deutscher Jurist. Er war von 1991 bis 2010 Richter am Bundesverwaltungsgericht, seit Juli 2007 Vorsitzender Richter.

## Leben und Wirken
Mallmann studierte Rechtswissenschaften in Freiburg, Lausanne und Gießen. Nach dem Bestehen der ersten juristischen Staatsprüfung studierte er amerikanisches Recht an der University of Chicago und erwarb dort 1971 den Titel „Master of Comparative Law“. 1975 wurde er von der Johann Wolfgang Goethe-Universität Frankfurt am Main zu dem Thema „Zielfunktionen des Datenschutzes : Schutz der Privatsphäre, korrekte Information ; mit einer Studie zum Datenschutz im Bereich von Kreditinformationssystemen“ promoviert. Für seine Dissertation verlieh ihm die Stadt Frankfurt am Main den Walter-Kolb-Gedächtnispreis. Nach Ablegung der zweiten juristischen Staatsprüfung trat Mallmann 1977 in den Justizdienst des Landes Hessen ein und wurde dem Verwaltungsgericht Frankfurt am Main zugewiesen. 1979 erfolgte seine Ernennung zum Richter am Verwaltungsgericht. 1981 wurde Mallmann für ein Jahr in den Geschäftsbereich des Hessischen Landtages beim Hessischen Datenschutzbeauftragten abgeordnet. 1985 wurde Mallmann zum Richter am Hessischen Verwaltungsgerichtshof ernannt.
Nach seiner Ernennung zum Richter am Bundesverwaltungsgericht im Juli 1991 wies das Präsidium Mallmann zunächst dem damals u. a. für das Wirtschaftsverwaltungsrecht, das Recht der freien Berufe, das Vereins- und Versammlungsrecht, das Staatsangehörigkeitsrecht, das Ausländerrecht, das Polizei- und Ordnungsrecht sowie das Waffenrecht zuständigen 1. Revisionssenat zu. Mit der Ernennung zum Vorsitzenden Richter übernahm er im Juli 2007 den Vorsitz des insbesondere für das Asylrecht zuständigen 10. Revisionssenats. Mallmann trat am 30. September 2010 in den Ruhestand.
Neben seiner richterlichen Tätigkeit war Mallmann seit Oktober 2000 deutscher Vertreter im Beratenden Ausschuss europäischer Richter beim Europarat (Conseil consulatif des juges européens, CCJE). Zudem wirkte er als „Richter ad-hoc“ an Entscheidungen in mehreren Individualbeschwerdeverfahren vor dem Europäischen Gerichtshof für Menschenrechte mit.